# Homeonema
Homeonema är ett släkte av nässeldjur som beskrevs av Maas 1893. Homeonema ingår i familjen Rhopalonematidae.
Släktet innehåller bara arten Homeonema platygonon.